# Isla Tabor
Isla Tabor, también llamada Arrecife María Teresa, es un islote en el Océano Pacífico Sur entre el archipiélago de las Tuamotu y Nueva Zelanda.
Su posición fue señalada inicialmente el 16 de noviembre de 1843 por el capitán naval estadounidense Asaph P. Taber (apodado «Tabor»), quien dirigía el barco ballenero Maria Theresa que había zarpado del puerto de New Bedford en Massachusetts. Las coordenadas que dio Taber fueron 37°00′S 151°13′O / -37.000, -151.217. La noticia del posible descubrimiento apareció por primera vez en el periódico Sidney Morning Herald de octubre de 1853; sin embargo, si se observa la bitácora de Taber, se nota que alterna las palabras breaker (rompiente costera) y breacher (el "surtidor"  de una ballena), lo cual hace dudar aún más de las noticias iniciales del descubrimiento. En 1957 esta isla fue buscada sin éxito en esos parajes. En 1983 se recalcularon las coordenadas considerándose como correctas las 36°50′S 136°39′O / -36.833, -136.650, esto es: al sur de las Tubuai y a más de 1000 km al este de la primera señalización. Sin embargo, la búsqueda en ese punto también ha sido infructuosa pese al uso de fotografía satelital de alta resolución, por lo que actualmente – pese a que aún aparece en las cartografías – su existencia es considerada como dudosa, razón por la que se la suele encuadrar en la categoría de las islas fantasmas.
Otras islas han sido señaladas erróneamente en esa región, especialmente el arrecife Ernest Legouvé o los arrecifes (supuestamente coralinos): Júpiter (Jupiter reef), Wachusett y Rangikiti.

## Literatura
La Isla Tabor es mencionada en las novelas de Jules Verne: Los hijos del capitán Grant y La isla misteriosa, siendo descrita en esta última como un islote «lleno de bosque en toda su superficie», «una masa uniforme de verdor, dominada por dos o tres colinas poco elevadas», «que no medía más de seis millas en contorno, y cuyo perímetro, poco abundante en cabos o promontorios, poco festoneado de ensenadas o de puertos, presentaba la forma de un óvalo prolongado», y que se localizaba en las coordenadas «153° Oeste, longitud; 37° 11' latitud Sur», siendo, «según los mapas más modernos», la única «isla en aquella parte del Pacífico entre la Nueva Zelanda y la costa americana».